# Pediatrie

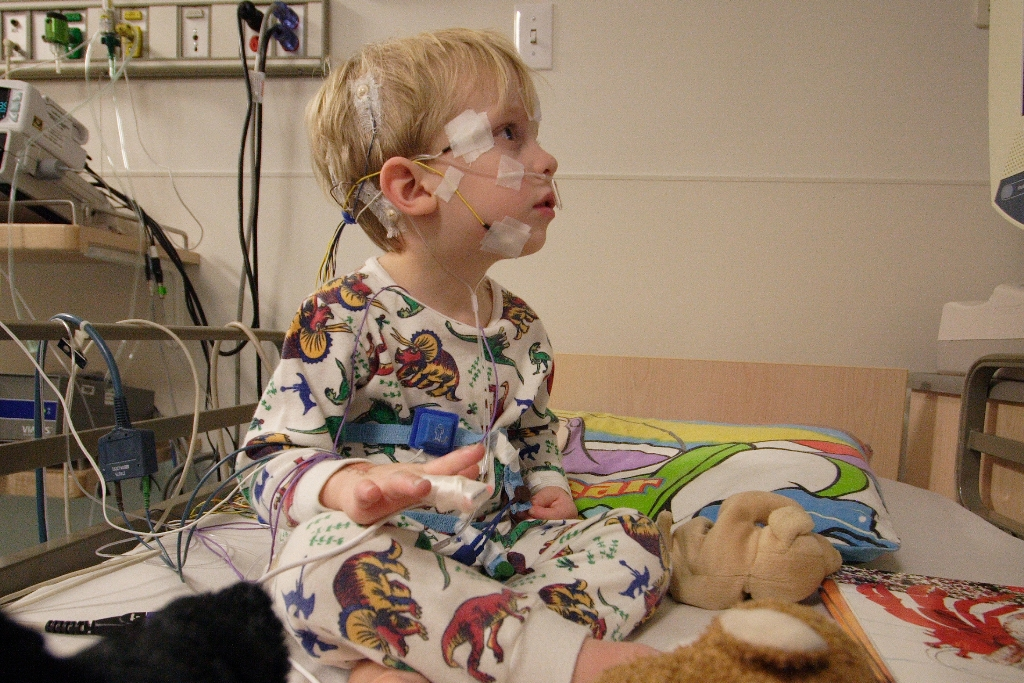
Polysomnogram

De pediatrie (van Grieks παῖς/pais = "kind" en ἰατρός/iatros = "arts") of kindergeneeskunde is de tak van de geneeskunde die de medische zorg van zuigelingen, kinderen en adolescenten behelst. Een kinderarts of pediater is een medisch specialist in de pediatrie.
De meeste specialisten in de pediatrie zijn lid van een nationale instelling, zoals de Canadese Pediatrische Maatschappij in Canada, de Britse Vereniging van Pediatrische Chirurgen in het Verenigd Koninkrijk en de Amerikaanse Academie van Pediatrie in de Verenigde Staten. Voor Nederland en België zijn dat respectievelijk de Nederlandse Vereniging voor Kindergeneeskunde (NVK), de Belgische Vereniging voor Kindergeneeskunde (BVK) en de Vlaamse Vereniging voor Kindergeneeskunde (VVK).
Een van de belangrijkste zaken in de pediatrie is dat de waaier van lichaamsgrootte (en gewichten) veel groter is dan in de volwassenengeneeskunde. Een vroegtijdig geborene kan bijvoorbeeld minder dan een kilo wegen, terwijl een zwaarlijvige adolescent zwaarder kan zijn dan een gemiddelde volwassene.
De kinderjaren zijn de periode van de grootste groei, ontwikkeling en rijping van de diverse orgaansystemen in het lichaam. De jaren van groei en volwassenwording maken duidelijk wat het verschil is tussen normale varianten en wat eigenlijk pathologisch is.
Een ander belangrijk verschil tussen pediatrie en volwassenengeneeskunde is dat kinderen sommige besluiten niet voor zichzelf kunnen nemen. De kwestie van wettelijke verantwoordelijkheid en geïnformeerde toestemming moet altijd in elke pediatrische procedure worden onderzocht. In zekere zin moeten de specialisten vaak de ouders (en soms de rest van de familie) "behandelen", niet alleen het kind.
Abraham Jacobi wordt beschouwd als de vader van de Amerikaanse pediatrie.